# Centro de Recuperación de Personas con Discapacidad Física de Albacete

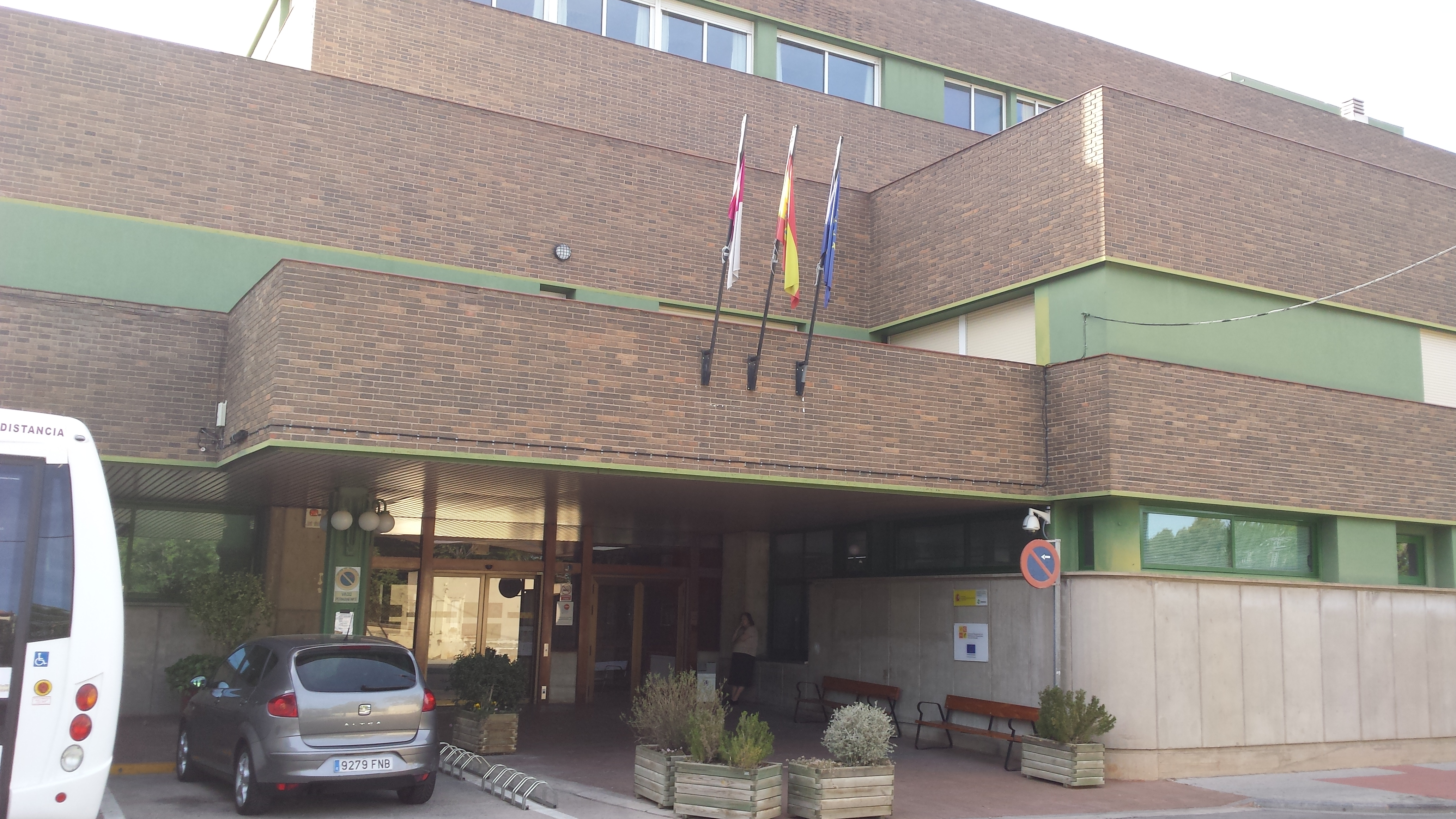
Entrada del Centro de Recuperación de Personas con Discapacidad Física de Albacete (CRMF Albacete). Es uno de los seis centros de este tipo que existen en España, dependiente del Gobierno central.

El Centro de Recuperación de Personas con Discapacidad Física de Albacete (CRMF Albacete) es un centro sanitario-formativo especializado en el tratamiento de la discapacidad situado en la ciudad española de Albacete.
Es un centro público de ámbito estatal, dependiente del Ministerio de Derechos Sociales y Agenda 2030 a través del Imserso, cuyo objetivo genérico es la formación para el empleo, la rehabilitación médico-funcional y psicosocial y, en general, la mejora de las condiciones de vida de las personas con discapacidad física y sensorial. Es uno de los seis centros de este tipo que existen en España.
En su seno se desarrollan cursos de formación para personas con discapacidad que se completan con prácticas en empresas. El centro oferta plazas tanto de internado o régimen residencial como de media pensión o ambulatorio. Atiende principalmente a personas de Castilla-La Mancha, Región de Murcia y Comunidad Valenciana, entre otras comunidades. En el centro tienen lugar exposiciones temporales.

## Alumnos ilustres
- Emilio Sáez Cruz, vicepresidente del CERMI, secretario de organización de COCEMFE, deportista paralímpico y alcalde de Albacete desde 2021